# Сен-Медар (Атлантические Пиренеи)
Сен-Меда́р (фр. Saint-Médard) — коммуна во Франции, находится в регионе Аквитания. Департамент — Атлантические Пиренеи. Входит в состав кантона Арти-э-Пеи-де-Субестр. Округ коммуны — По.
Код INSEE коммуны — 64491.

## География

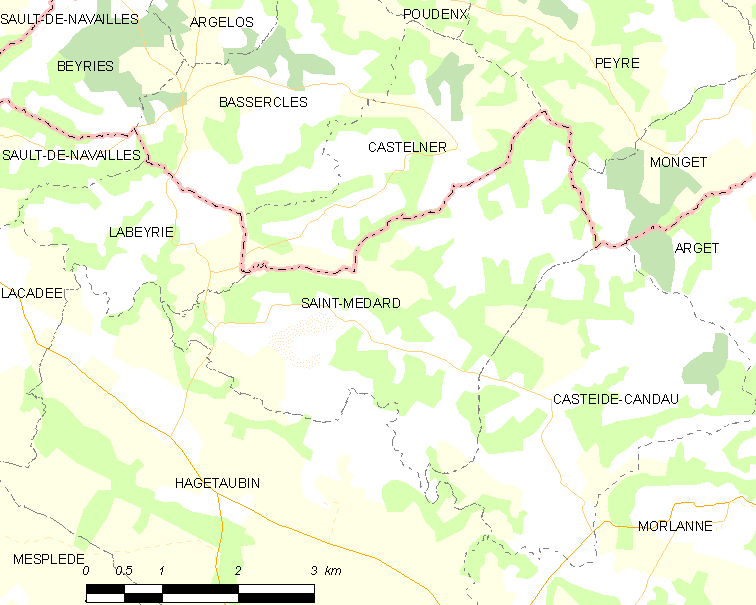
Карта коммуны

Коммуна расположена приблизительно в 640 км к югу от Парижа, в 150 км южнее Бордо, в 32 км к северо-западу от По.
На юго-западе коммуны протекает река Люи-де-Беарн.

### Климат
Климат тёплый океанический. Зима мягкая, средняя температура января — от +5°С до +13°С, температуры ниже −10 °C бывают редко. Снег выпадает около 15 дней в году с ноября по апрель. Максимальная температура летом порядка 20-30 °C, выше 35 °C бывает очень редко. Количество осадков высокое, порядка 1100 мм в год. Характерна безветренная погода, сильные ветры очень редки.

## Население
Население коммуны на 2010 год составляло 211 человек.
| 1962 | 1968 | 1975 | 1982 | 1990 | 1999 | 2010 |
| ---- | ---- | ---- | ---- | ---- | ---- | ---- |
| 262  | 240  | 235  | 215  | 196  | 206  | 211  |

## Администрация
| Период | Период | Фамилия              | Партия | Примечания |
| ------ | ------ | -------------------- | ------ | ---------- |
| 1995   | 2008   | Андре Кесса          |        |            |
| 2008   | 2014   | Франсис Лаклерг      |        |            |
| 2014   | 2020   | Франк Виребер-Гастон |        |            |

## Экономика
В 2010 году среди 133 человек трудоспособного возраста (15-64 лет) 103 были экономически активными, 30 — неактивными (показатель активности — 77,4 %, в 1999 году было 73,7 %). Из 103 активных жителей работали 95 человек (56 мужчин и 39 женщин), безработных было 8 (1 мужчина и 7 женщин). Среди 30 неактивных 13 человек были учениками или студентами, 11 — пенсионерами, 6 были неактивными по другим причинам.

## Фотогалерея

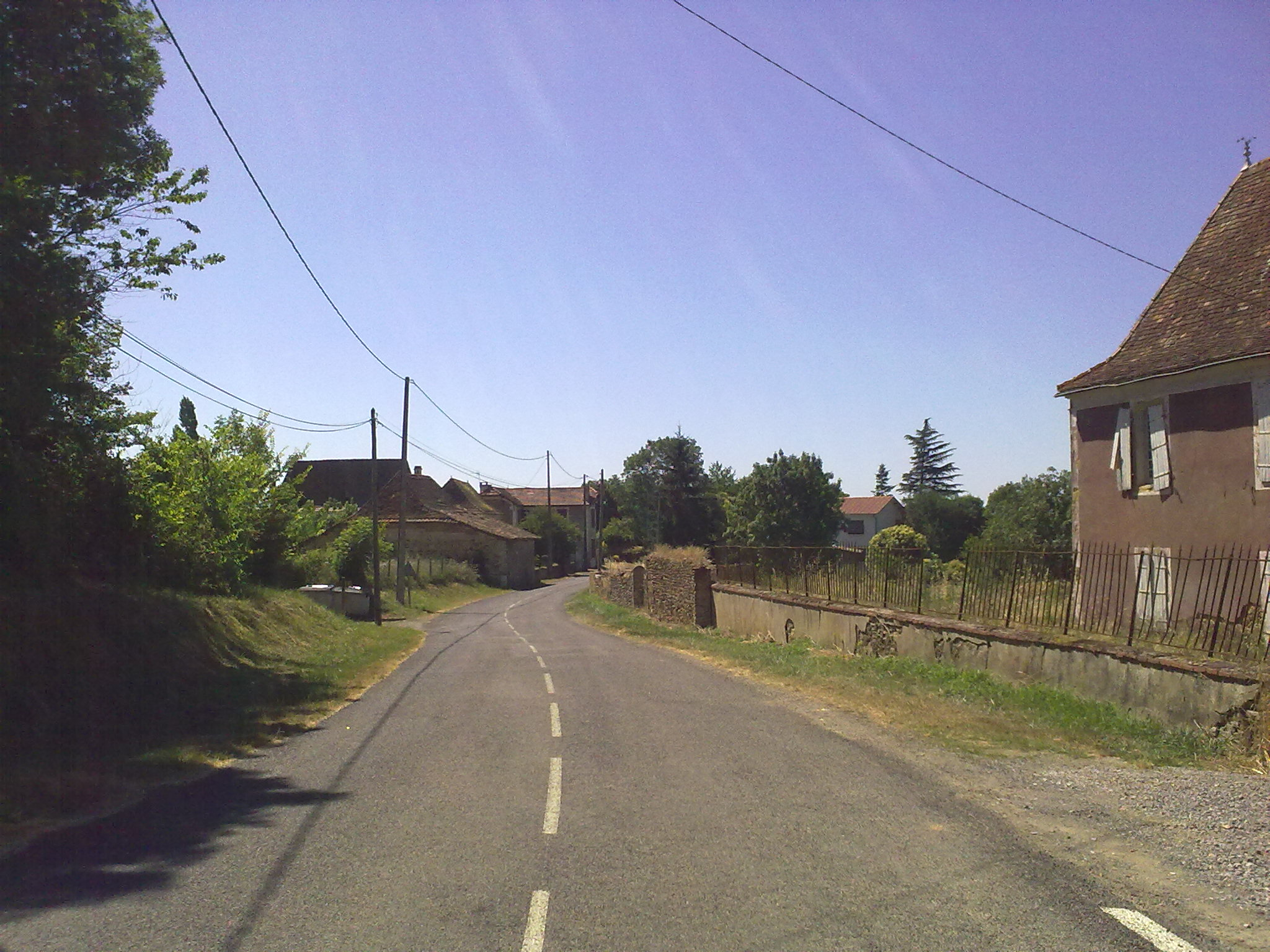
Сен-Медар
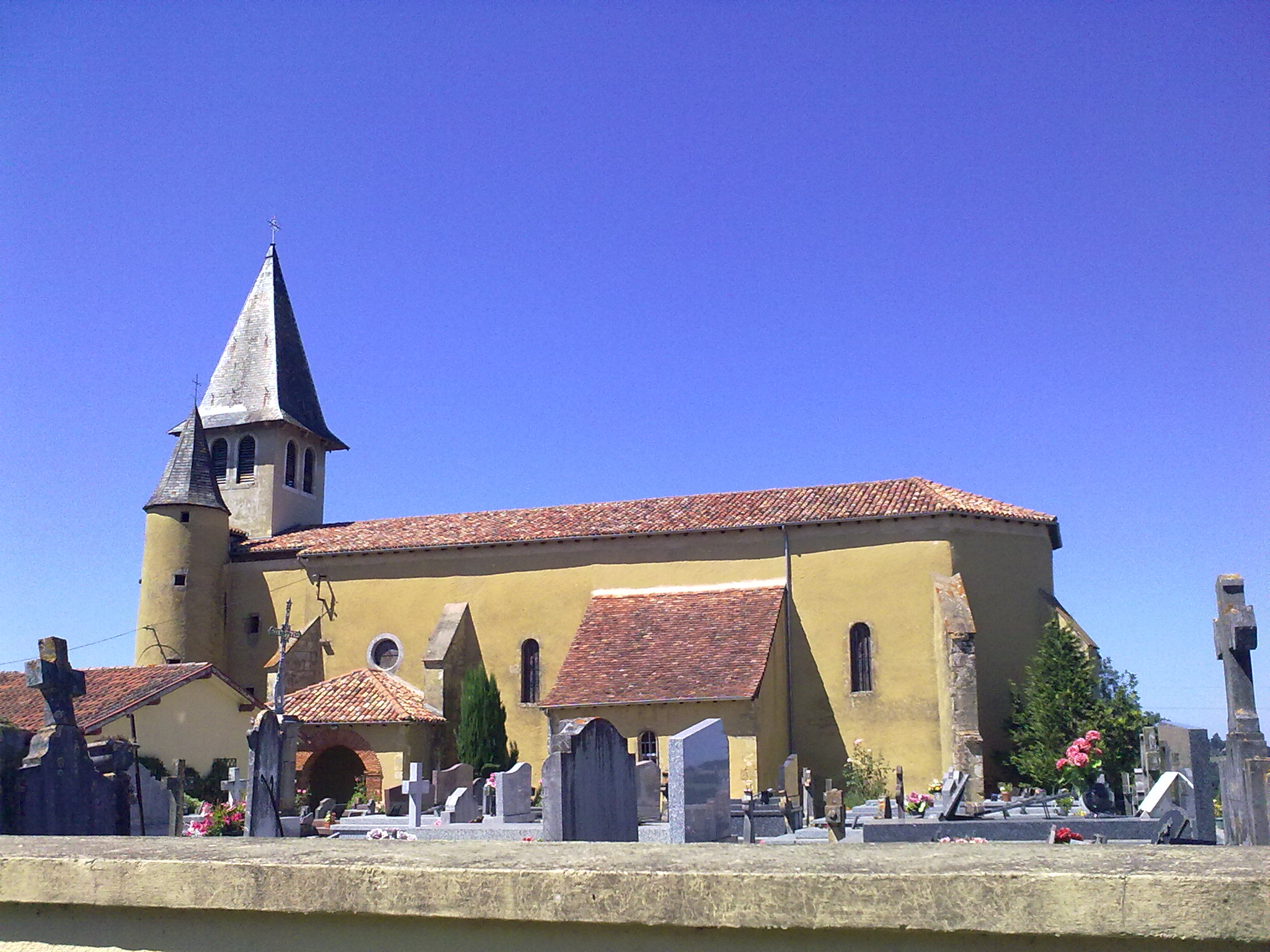
Церковь
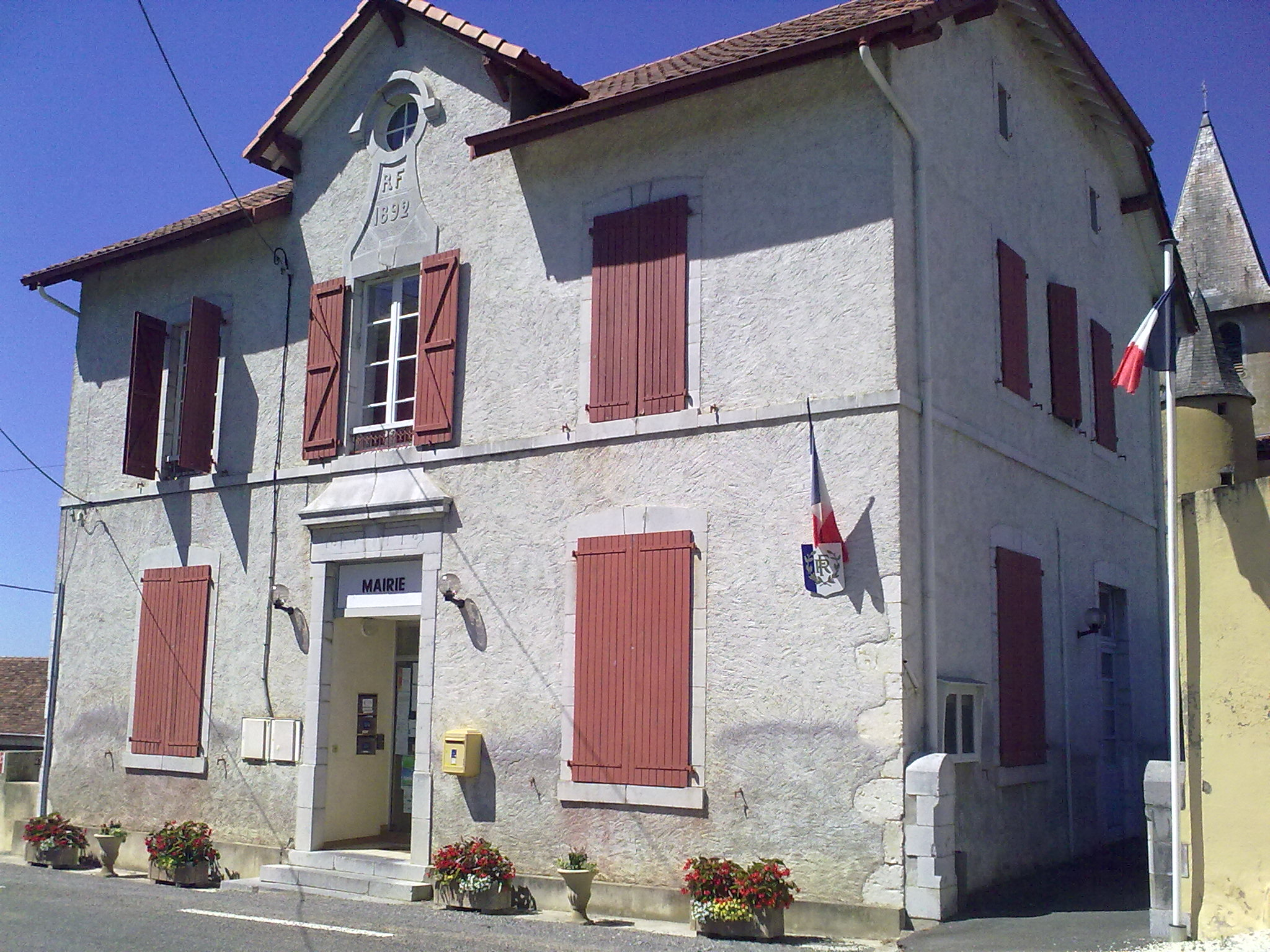
Мэрия
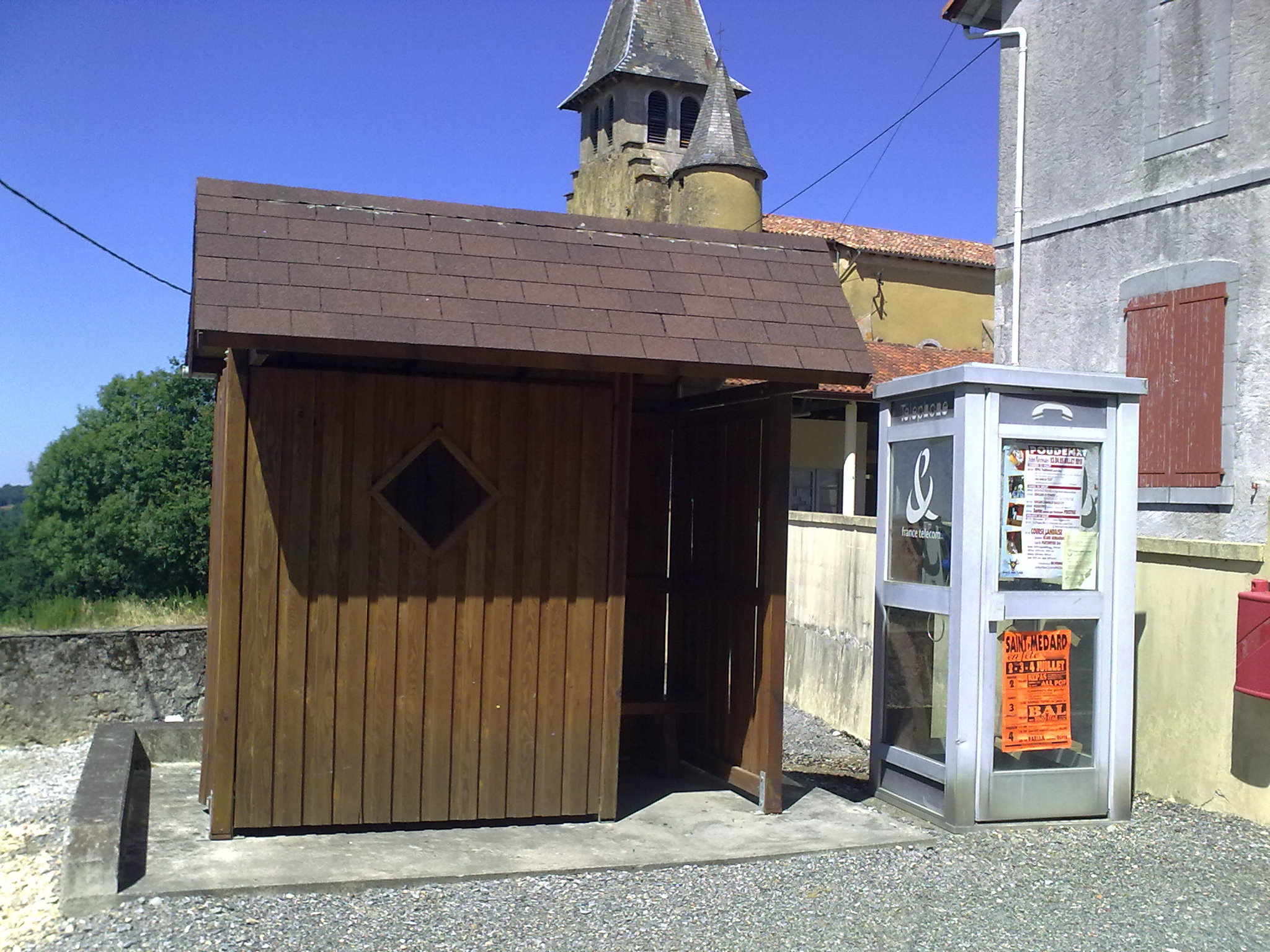
Автобусная остановка
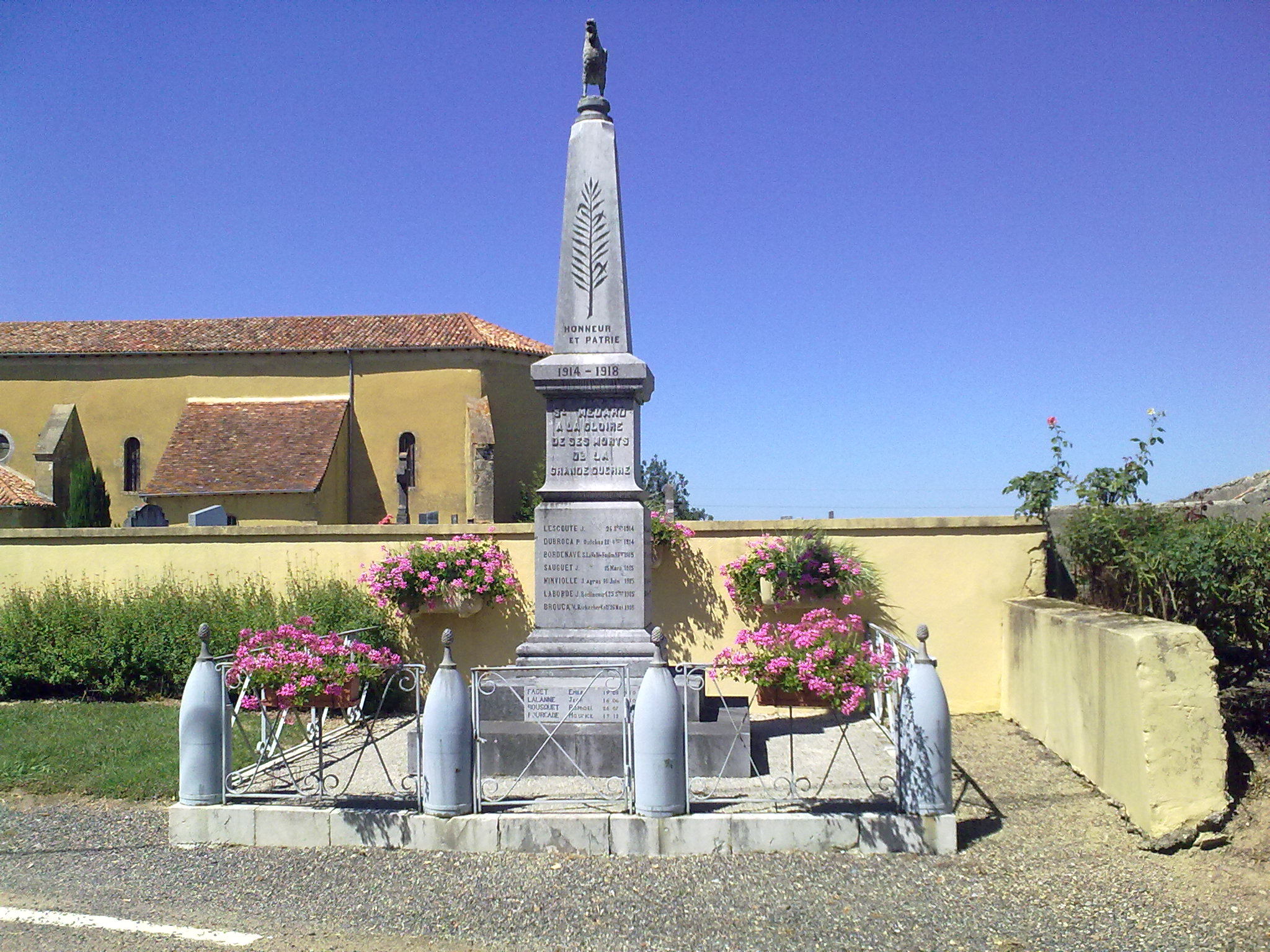
Военный мемориал